# Jonathan Groff
Jonathan Drew Groff est un acteur et chanteur américain, né le 26 mars 1985 à Lancaster en Pennsylvanie.
Il est notamment connu pour avoir tenu le rôle de Melchior Gabor à Broadway dans la comédie musicale Spring Awakening ainsi que celui du Roi George III dans la comédie musicale Hamilton. De 2010 à 2015, il incarne Jesse St James dans la série télévisée populaire Glee.
En 2013, il prête sa voix au personnage Kristoff dans le film La Reine des neiges.
De 2017 à 2019, il interprète le rôle principal de la série télévisée Mindhunter diffusée sur Netflix.

## Biographie

### Enfance et formations
Jonathan Drew Groff est né le 26 mars 1985 à Lancaster, en Pennsylvanie, d’une mère professeur d'éducation physique méthodiste, et d’un père entraîneur de chevaux mennonite. Il a un frère aîné. Durant son adolescence, il se produit régulièrement avec une troupe amateur au théâtre Fulton Opera House, à Lancaster. Après l'obtention de son baccalauréat en 2003, il fait ses débuts sur les planches.

### Carrière
Alors qu'il avait l'intention de poursuivre des études supérieures, il est choisi pour jouer Rolf dans la comédie musicale La Mélodie du bonheur et participe à une tournée américaine.
Il fait ensuite une apparition dans la comédie musicale Fame au North Shore Music Theater à Beverly.
En 2006, il se fait connaître grâce à sa participation à la comédie musicale Spring Awakening (L'Éveil du printemps en français), jouée à Broadway. Il interprète le rôle de Melchior Gabor de décembre 2006 à mai 2008. Sa prestation dans Spring Awakening lui vaut d'être nommé aux Tony Awards et aux Drama Desk Awards.
En 2007, il incarne Henry dans le feuilleton d’ABC, On ne vit qu'une fois.
En 2008, après avoir quitté Spring Awakening, il tient le rôle de Claude dans une adaptation de la comédie musicale Hair. Il décide ensuite de ne pas reprendre ce rôle, et participe alors au tournage du film Hôtel Woodstock d'Ang Lee, sorti sur les écrans aux États-Unis le 28 août 2009.
En 2009, il interprète le dieu Dionysos dans la pièce de théâtre The Bacchae.
En 2010, il incarne Jesse St. James dans la série musicale Glee diffusée sur la chaîne Fox où il retrouve son ancienne partenaire de Spring awakening, Lea Michele, avec qui il est proche.
Dans un article du magazine Newsweek, le critique Ramin Satoodeh juge la prestation de Groff mauvaise dans la série, estimant que l'acteur n’était pas crédible en tant que petit ami de Rachel : « Quand il sourit ou ricane, il ressemble à un cliché de reine du théâtre, et il irait sûrement mieux avec Kurt (un personnage ouvertement gay dans la série, ndlr) qu’avec Rachel.»
Ryan Murphy prend alors la défense de Groff dans une lettre virulente, allant jusqu'à appeler au boycott de Newsweek,.
En août 2010, il fait ses débuts dans le West End à Londres dans la pièce à succès Deathtrap d’Ira Levin, aux côtés de Simon Russel Beale et Claire Skinner.
En 2011, il apparaît dans des vidéos promotionnelles pour WEBstaurantstore, entreprise dirigée par son frère spécialisée en vente d'accessoires de cuisine,.
En septembre 2011, il revient au théâtre avec The Submission, une pièce de Jeff Talbott jouée en Off-Broadway.

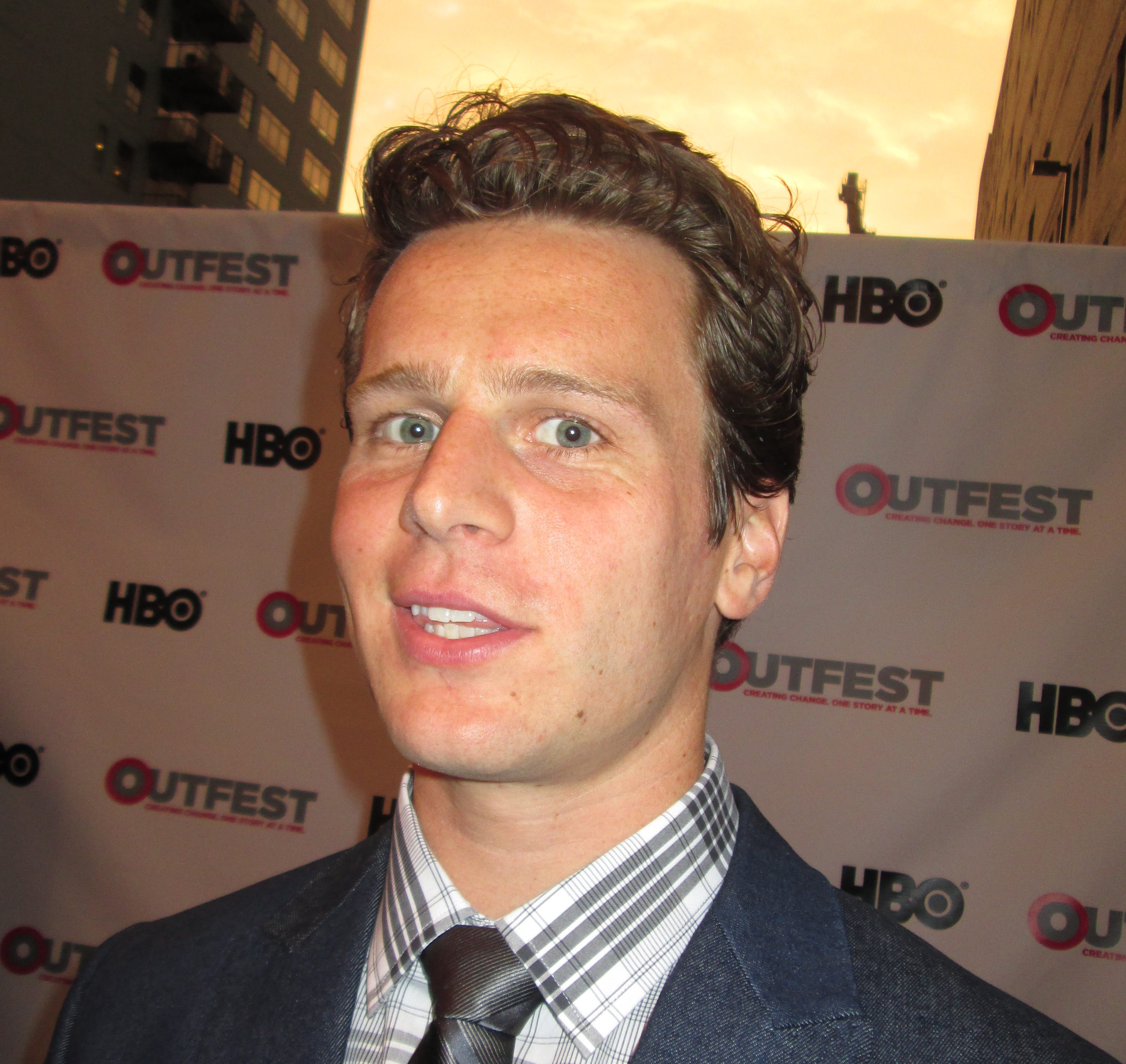
Jonathan Groff en 2012.

En 2012, il fait son retour à la télévision dans un épisode de la troisième saison (épisode 15) de The Good Wife.
Il intègre également la distribution de la seconde saison de la série Boss.
En 2013, il prête sa voix au personnage Kristoff dans La Reine des Neiges. La même année, il rejoint la distribution du téléfilm américain The Normal Heart réalisé par Ryan Murphy et diffusé en 2014 sur HBO.
Il tourne également dans le court métrage Sophie d'Alex Lombard,.
En 2014, il devient l'un des acteurs principaux de la série télévisée Looking, diffusée une fois par semaine sur la chaîne HBO, et dans laquelle il tient le rôle du romantique Patrick. Après deux saisons, la série n'est cependant pas reconduite par HBO.
La même année, il obtient un petit rôle dans le film American Sniper de Clint Eastwood et donne la réplique à Bradley Cooper.
En 2015, il rejoint l'équipe de la comédie musicale Hamilton, dans le rôle du roi George III.
Il remporte, avec le reste de la distribution, le Grammy Award pour le Best Musical Theater Album et est également nommé dans la catégorie Best Featured Actor in a Musical aux Tony Awards pour sa performance.
En 2017 puis en 2019, il incarne l'agent Holden Ford dans la série policière Mindhunter réalisée par David Fincher.
En 2021, il joue l'Agent Smith dans Matrix Resurrections.
En 2022, il rejoint le casting de Knock at the Cabin, film d'horreur réalisé par Night Shyamalan, prévu pour 2023.
Il tient le rôle de Franklin Shepard dans la reprise Off-Broadway du New York Theatre Workshop dans Merrily We Roll Along de Stephen Sondheim. En décembre 2022, il a été annoncé qu'il reprendrait son rôle dans la première reprise de la comédie musicale à Broadway à l'automne 2023. Il remporte en 2024 pour ce rôle son premier Tony Award dans la catégorie du meilleur acteur dans une comédie musicale.
En 2024, il rejoint le casting de Doctor Who, dans le rôle de Rogue.

### Vie privée
En 2009, Jonathan Groff fait son coming out.
Sa relation avec Zachary Quinto est officialisée par ce dernier en septembre 2012, mais prend fin en juillet 2013.

## Filmographie

### Films
- 2008 : Hôtel Woodstock d’Ang Lee : Michael Lang
- 2011 : La Conspiration de Robert Redford : Louis Weichmann
- 2013 : C.O.G.[27] de Kyle Patrick Alvarez : Samuel
- 2013 : La Reine des neiges de Chris Buck et Jennifer Lee : Kristoff (voix)
- 2014 : American Sniper de Clint Eastwood : Mads
- 2015 : La Reine des neiges : Une fête givrée de Chris Buck et Jennifer Lee : Kristoff (voix)
- 2019 : La Reine des neiges 2 de Chris Buck et Jennifer Lee : Kristoff (voix)
- 2020 : Hamilton de Thomas Kail : George III
- 2021 : Matrix Resurrections de Lana Wachowski : Agent Smith
- 2023 : Knock at the Cabin de M. Night Shyamalan : Eric
- 2023 : Il était une fois un studio : Kristoff (voix)
- 2024 : A Nice Indian Boy : Jay Kurundkar
- 2024 : Ultraman: Rising : Ollie (voix)

### Séries télévisées
- 2007 : On ne vit qu’une fois : Henry (11 épisodes)
- 2008 : Pretty Handsome (en) : Patrick Fitzpayne (épisode pilote)
- 2009 - 2015 : Glee : Jesse St James
- 2012 : The Good Wife : Jimmy Fellner (1 épisode)
- 2012 : Boss : Ian Todd
- 2014 - 2015 : Looking : Patrick Murray
- 2017 - 2019 : Mindhunter : Holden Ford
- 2024 - 2025 : Doctor Who : Rogue (2 épisodes)
- 2025 : Étoile : Kevin (1 épisode)

### Téléfilm
- 2014 : The Normal Heart de Ryan Murphy : Craig Donner

## Théâtre
- 2006 - 2008 : L'Éveil du printemps : Melchior Gabor
- 2008 : Prayer for my enemy (it) : Billy
- 2009 : Bacchae : Dionysos
- 2010 : Deathtrap (en) : Clifford Anderson
- 2011 : The Submission : Danny Larsen
- 2012 : Red : Ken
- 2013 : The Pirates of Penzance : Frederic
- 2015 : How to Succeed in Business Without Really Trying : J. Pierrepont Finch
- 2015 : A New Brain (en) : Gordon Michael Schwinn
- 2015 - 2016 : Hamilton : George III
- 2019 - 2020 : Little Shop of Horrors  : Seymour
- 2022 - 2023 : Merrily We Roll Along : Franklin Shepard
- 2023 : Gutenberg! The Musical! : Le producteur
- 2023 - 2024 : Merrily We Roll Along : Franklin Shepard
- 2025 : Just in Time : Bobby Darin

## Discographie
Singles extraits de la discographie de Glee :
- Highway to Hell
- Hello
- Burning Up
- Like a Virgin
- Like a Prayer
- Total Eclipse of the Heart
- Run Joey Run
- Another One Bites the Dust
- Bohemian Rhapsody
- Rolling in the Deep
- Listen to Your Heart
- I Lived

## Distinctions
| Année | Récompense                                   | Catégorie                                                                                   | Œuvre                                                                                       | Résultat   |
| ----- | -------------------------------------------- | ------------------------------------------------------------------------------------------- | ------------------------------------------------------------------------------------------- | ---------- |
| 2007  | Tony Awards                                  | Meilleure performance d’un acteur principal dans une comédie musicale                       | L'Éveil du printemps                                                                        | Nomination |
| 2007  | Drama Desk Award                             | Meilleur acteur dans une comédie musicale                                                   | L'Éveil du printemps                                                                        | Nomination |
| 2007  | Drama League Award                           | Performance distinguée                                                                      | L'Éveil du printemps                                                                        | Nomination |
| 2007  | Theatre World Awards                         | Theatre World Awards                                                                        | L'Éveil du printemps                                                                        | Lauréat    |
| 2007  | Broadway.com Audience Choice Award           | Acteur principal favori dans une comédie musicale de Broadway                               | L'Éveil du printemps                                                                        | Lauréat    |
| 2007  | Broadway.com Audience Choice Award           | Performance exceptionnelle d’un artiste favori                                              | L'Éveil du printemps                                                                        | Lauréat    |
| 2007  | Broadway.com Audience Choice Award           | Duo favori sur scène (partagé avec Lea Michele)                                             | L'Éveil du printemps                                                                        | Lauréat    |
| 2007  | Broadway.com Audience Choice Award           | Distribution favorite                                                                       | L'Éveil du printemps                                                                        | Lauréat    |
| 2007  | BroadwayWorld.com Theatre Fans' Choice Award | Meilleur acteur principal dans une comédie musicale                                         | L'Éveil du printemps                                                                        | Nomination |
| 2008  | Grammy Awards                                | Grammy Award du meilleur album de comédie musicale (en tant que soliste)                    | L'Éveil du printemps                                                                        | Lauréat    |
| 2009  | Obie Awards                                  | Performance exceptionnelle                                                                  | Prayer for My Enemy The Singing Forest                                                      | Lauréat    |
| 2011  | WhatsOnStage.com Theatregoers' Choice Award  | Débutant londonien de l’année                                                               | Piège mortel (pièce de théâtre)                                                             | Lauréat    |
| 2012  | BroadwayWorld.com Los Angeles Award          | Meilleur acteur principal dans une pièce de théâtre (production de tournée)                 | Red                                                                                         | Nomination |
| 2014  | EWwy Award                                   | Best Actor in a Comedy Series                                                               | Looking                                                                                     | Nomination |
| 2014  | NewNowNext Award                             | Best New Television Actor                                                                   | Looking                                                                                     | Lauréat    |
| 2015  | Point Horizon Award                          | Point Horizon Award                                                                         | Activisme LGBTQ                                                                             | Lauréat    |
| 2015  | Bayard Rustin Award                          | Bayard Rustin Award                                                                         | Activisme LGBTQ                                                                             | Lauréat    |
| 2016  | Tony Award                                   | Meilleur second rôle masculin dans une comédie musicale                                     | Hamilton                                                                                    | Nomination |
| 2016  | Grammy Award                                 | Meilleur album de comédie musicale                                                          | Hamilton                                                                                    | Lauréat    |
| 2017  | Out100 Award                                 | Entertainer of the Year                                                                     | Activisme LGBTQ                                                                             | Lauréat    |
| 2017  | Satellite Award                              | Best Actor in a Drama / Genre Series                                                        | Mindhunter                                                                                  | Lauréat    |
| 2018  | Dorian Award                                 | TV Performance of the Year – Actor                                                          | Mindhunter                                                                                  | Nomination |
| 2020  | Satellite Award                              | Best Actor in a Drama / Genre Series                                                        | Mindhunter                                                                                  | Nomination |
| 2020  | Lucille Lortel Award                         | Outstanding Lead Actor in a Musical                                                         | Little Shop of Horrors                                                                      | Nomination |
| 2020  | Drama League Award                           | Distinguished Performance                                                                   | Little Shop of Horrors                                                                      | Nomination |
| 2020  | Outer Critics Circle Award                   | Outstanding Actor in a Leading Role in a Musical                                            | Little Shop of Horrors                                                                      | Lauréat    |
| 2020  | Grammy Award                                 | Meilleur album de comédie musicale                                                          | Little Shop of Horrors                                                                      | Nomination |
| 2021  | Primetime Emmy Award                         | Outstanding Supporting Actor in a Limited or Anthology Series or Movie                      | Hamilton                                                                                    | Nomination |
| 2022  | Disney Legends Award                         | Honoré en tant que légende Disney pour sa «contribution extraordinaire à l'héritage Disney» | Honoré en tant que légende Disney pour sa «contribution extraordinaire à l'héritage Disney» | Lauréat    |
| 2023  | Drama Desk Award                             | Outstanding Lead Performance in a Musical                                                   | Merrily We Roll Along                                                                       | Nomination |
| 2023  | Outer Critics Circle Award                   | Outstanding Lead Performer in an Off-Broadway Musical                                       | Merrily We Roll Along                                                                       | Lauréat    |
| 2024  | Tony Awards                                  | Meilleur acteur dans une comédie musicale                                                   | Merrily We Roll Along                                                                       | Lauréat    |
| 2024  | Drama League Award                           | Distinguished Performance                                                                   | Merrily We Roll Along                                                                       | Nomination |
| 2024  | Drama League Award                           | Distinguished Achievement in Musical Theater Award                                          | Distinguished Achievement in Musical Theater Award                                          | Lauréat    |
| 2025  | Grammy Award                                 | Meilleur album de comédie musicale                                                          | Merrily We Roll Along                                                                       | Nomination |
| 2025  | Tony Awards                                  | Meilleur acteur dans une comédie musicale                                                   | Just in Time                                                                                | Nomination |
| 2025  | Drama Desk Award                             | Outstanding Lead Performance in a Musical                                                   | Just in Time                                                                                | Nomination |
| 2025  | Drama League Award                           | Distinguished Performance                                                                   | Just in Time                                                                                | Nomination |

## Voix francophones
En version française, Jonathan Groff est dans un premier temps doublé par Matthieu Sampeur dans Hôtel Woodstock, Donald Reignoux dans Glee, Maxime Donnay dans La Conspiration, Stéphane Pelzer dans Boss et François Santucci dans American Sniper.
De 2014 à 2016, il est doublé par Yoann Sover dans Looking, The Normal Heart et Looking : Le Film (en). Depuis 2017, Marc Arnaud le double dans Mindhunter, Matrix Resurrections et Inoubliable Ollie (en). Cependant, c'est Alexandre Gillet qui le double dans Knock at the Cabin.